# Zdzisław Kostrzewa
Zdzisław Kostrzewa (* 26. Oktober 1955 in Breslau, Polen; † 18. Mai 1991 in Australien) war ein polnischer Fußballspieler.
Der 1,82 m große und 85 kg schwere Torwart spielte in der Jugend bei Lotnik Wrocław, ehe er seine Profi-Karriere 1973 bei Zagłębie Wałbrzych begann, von wo er 1976 zu Zagłębie Sosnowiec und 1979 zu Śląsk Wrocław wechselte. Von 1984 bis 1987 spielte er außerdem für Ślęza Wrocław in der 2. Polnischen Liga. 1987 wanderte er nach Australien aus und spielte dort zwei Saisons lang für Polonia Melbourne. Insgesamt bestritt er drei A-Länderspiele für Polen und nahm als dritter Torwart mit Polen an der WM 1978 in Argentinien teil. 1991 starb er bei einem Unfall in Australien.

## Erfolge
- Polnischer Pokalsieger (1977 und 1978)
- WM-Teilnahme (1978)

| Personendaten    | Personendaten             |
| ---------------- | ------------------------- |
| NAME             | Kostrzewa, Zdzisław       |
| KURZBESCHREIBUNG | polnischer Fußballspieler |
| GEBURTSDATUM     | 26. Oktober 1955          |
| GEBURTSORT       | Breslau                   |
| STERBEDATUM      | 18. Mai 1991              |
| STERBEORT        | Australien                |